# Ратибор I
Ратибор (Рацибор) I (пол. Racibor I; ум. 7 мая 1156) — князь Поморья, родоначальник Ратиборидов — боковой ветви династии Грифитов.

## Биография
Ратибор был младшим братом первого поморского князя Вартислава I. Точный его год рождения неизвестен — между 1100 и 1115. При жизни брата Ратибор был его помощником.
Вартислав до 1124 года крестился, но неизвестно, перешёл ли тогда же Ратибор в христианство. Возможно, что он остался язычником, однако позже был вынужден принять христианство.
В 1135 году Ратибор предпринял поход в Норвегию, где разграбил город Конунгаэла.
Между 1135 и 1148 годами был убит Вартислав I. Его сыновья были ещё малы, так что новым князем стал Ратибор.
В 1147 году начался крестовый поход против славян, организованный саксонским герцогом Генрихом Львом. Когда армия крестоносцев вторглась в Поморье, то под Щецином её встретили поморский епископ Адальберт и князь Ратибор. Они оказали сопротивление крестоносцам, указав на то, что Поморье уже приняло христианство.
В 1153 году Ратибор совместно с епископом Адальбертом основал аббатство Штольпе у села Штольпе на южном берегу реки Пеене между Гюцковом и Анкламом, на месте убийства язычниками князя Вартислава I.
Ратибор умер 7 мая 1156 года. Его тело было похоронено в аббатстве Гробе на острове Узедом.
В Поморье Ратибору наследовали племянники — Богуслав I и Казимир I, сыновья Вартислава I. Дети же Ратибора, основавшие отдельную ветвь династии Грифитов — Ратиборидов, правили в области Шлаве.

## Брак и дети
Жена: с ок. 1136 Прибыслава Ярославна (ум. ок. 1156), дочь владимиро-волынского князя Ярослава Святополчича от третьего брака с дочерью князя Мстислава Владимировича Великого. Дети:
- Свантополк (ум. после 20 января 1205), князь Поморско-Шлавский
- Богуслав (Болеслав), князь Поморско-Шлавский
- Маргарита; муж: ранее 1162 Бернхард I (ум. ок. 1190), граф фон Ратцебург